# Španska Holandija
Španska Holandija bilo je ime za španske provincije smeštene u južnom delu Holandije (to približno odgovara današnjoj Belgiji i Luksemburgu koje su postojale u periodu od 1579. do 1713.).
Premda su se provincije Holandije nekoliko godina iz brojnih razloga opirale stranoj vlasti, glavni nosioci pobune protiv španske vlasti bili su članovi kalvinističkog pokreta u nastajanju. Da uguši njihov ustanak 1567. poslat je vojvoda Fernando Alvarez de Toledo Alba, njegove oštre mere i visoki porezi naišli su na žestoki otpor.
I pored ratnog i konfuznog stanja Španska Holandija je početkom 17. veka doživela prosperitet ekonomskog i kulturnog života. Manufakturna proizvodnja platna brzo se oporavila nakon ponovne španske okupacije i ubrzo nadmašila pređašnju proizvodnju. Flamansko slikarstvo je cvetalo u rukama Petera Pola Rubensa, Antonisa van Dajka i drugih slikara. Najveći gradovi Gent i Briž ubrzano su rasli. Poljoprivreda je napredovala zahvaljujući iskopavanju brojnih kanala, uvođenju novih kultura i metoda žetve, pa se prosperitet nastavio do sredine 17. veka.
Premda su južne provincije bile daleko od nekakve nezavisnosti, imale su znatan nivo slobode u vođenju unutrašnjih poslova. Kontrolisale su vlastiti pravosudni sistem. i formirale veća koja su pomagala generalnom guverneru. Takođe su uživale i brojne privilegije koje im je dodelio španski kralj poveljom, ali su spoljni poslovi i dalje ostali u domenu španskog dvora.
Opkoljena sa svih strana Španska Holandija bila je poprište neprestanog ratovanja, zbog nesrećne pozicije da bude tampon između protestantskih i rimokatoličkih zemalja. Zbog toga je na kraju nemilosrdno rascepkana. 
Zbog tih prilika zemlja je počela propadati, španska vladavina je uzdrmana kad je kralj Karlos Drugi umro 1700. bez potomaka, pa je zbog toga imenovao francuskog, vojvodu Filipa od Anjoua za prestolonaslednika (vladao kao Felipe V). Tako je nakon njega Španskom Holandijom šest godina vladao on, a sledećih sedam proživela je pod britansko-holandskom okupacijom.
Utrehtskim mirom 1713. završen je Rat za špansko nasleđe, a vladavina nad Španskom Holandijom završila je u rukama Svetorimskog cara Karla VI i Austrijske Monarhije.